# Eudistoma bituminis
Eudistoma bituminis är en sjöpungsart som beskrevs av Monniot 200. Eudistoma bituminis ingår i släktet Eudistoma och familjen Polycitoridae. Inga underarter finns listade i Catalogue of Life.